# Gruta do Figueiral
A Gruta do Figueiral (Pedreira) localiza-se na freguesia da Almagreira, no concelho da Vila do Porto, na costa sudoeste da ilha de Santa Maria, nos Açores.
Encontra-se inserida no Monumento Natural da Pedreira do Campo, do Figueiral e Prainha.
Esta cavidade apresenta uma geomorfologia de origem vulcânica em forma de gruta de erosão localizada em arriba.